# 李埝乡
李埝乡，是中华人民共和国江苏省连云港市东海县下辖的一个乡镇级行政单位。

## 行政区划
李埝乡下辖以下地区：
山西头村、楼山村、连汪村、石寨村、恰恰村、李埝村、辉山村、高埝村、高山村、沃子村、五联村和李埝林场生活区。